# 1956年のル・マン24時間レース

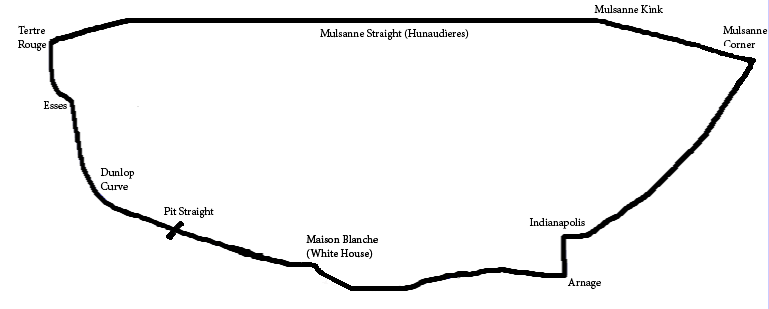
1956年のコース

1956年のル・マン24時間レース（24 Heures du Mans 1956 ）は、24回目のル・マン24時間レースであり、1956年7月28日から7月29日にかけてフランスのサルト・サーキットで行われた。

## 概要
1955年の大事故を受けて当初開催するかどうかで揉めたが、開催されることになった。ピットエリアを改装し、コースは13.492km/周から13.461km/周に短縮された。プロトタイプカーに排気量上限を2,500ccに設定し、使用可能燃料の制限を設けるなど速度を抑制する規定が作られた。これらのために開催は例年より遅れ、スポーツカー選手権からも外された。
出走したのは49台。
ジャガー・Dタイプ4号車は最高速度252.455km/hを記録した。
完走したのは11のメーカーの14台。レース途中で雨が降ったこともあり、ペースは前年を下回った。
エキュリー・エコスチーム、ロン・フロックハート（Ron Flockhart ）/ニニアン・サンダーソン（Ninian Sanderson ）組、市販型のジャガー・Dタイプ4号車が、24時間で4034.929kmを平均速度168.122km/hで走って優勝、これでジャガーは4勝となった。